# ترادمش
تعرق در گیاهان به معنای خروج آب به‌صورت بخار(تبخیر) از روزنه‌های هوایی، پوستک (کوتیکول) و عدسک است.

## چگونگی انجام تعرق
سلول‌هایی که در برگ گیاهان وجود دارند دارای واکوئل‌ها، دیوارهٔ سلولی و پروتوپلاسم پر از آب هستند. انتقال آب به برگ از راه آوندهای چوبی رگبرگ‌ها انجام می‌شود. ارتباط بین فضاهای بین سلولی با ساختار بعدی برگ پر شده از بخار آب، برقرار می‌شود. بخار آب در هوای با میزان بخار آب کم، توسط سلول آخری پخش می‌شود. با تبخیر سطحی دیواره‌های موجود در فضاهای بین سلولی و تبخیر بخار آب موجود بین فضاهای بین سلولی، تعرق روزنه‌ای انجام می‌شود.
زمان انجام تعرق بیشتر در ساعات ظهر و در زمانی است که پتانسیل آب برگ بیشترین مقدار است. در این هنگام آب نیز با سرعت و شدت بیشتری از ریشه به سمت برگ می‌رود. اما در هنگام شب، روزنه‌های گیاهی بسته بوده و چون عمل تعرق انجام نمی‌گیرد، با زیاد بودن رطوبت خاک، جذب آب توسط ریشه انجام و آب زیادی می‌تواند در خاک برون نشست کند. گیاهان با عمل تعرق به دمای مناسبی می‌رسند و انجام عمل فتوسنتز و تنفس در آن‌ها بهتر می‌شود.
با انجام عمل تعرق و باز بودن روزنه‌های گیاه، تبادل گاز بین اتمسفر و برگ انجام می‌شود. چون وقتی آب با تعریق خارج می‌شود، کربن دی‌اکسید وارد گیاه می‌شود که گاز مورد نیاز برای انجام عمل فتوسنتز است. میزان آب خروجی در مقایسه با گاز کربن دی‌اکسید ورودی، بیشتر خواهد بود. در بالا بردن شیرهٔ خام توسط گیاه، نیروی مکشی که در هنگام تعریق ایجاد می‌شود مؤثر است.

## عوامل محیطی مؤثر در تعرق
- میزان رطوبت نسبی جو که با زیاد بودن مقدار این رطوبت، تعریق کمتر انجام می‌شود.
- دما: اگر دمای محیط افزایش یافته و میزان آن به ۲۵ تا ۳۰ درجهٔ سانتی‌گراد برسد، مقدار تعریق در گیاهان زیاد می‌شود.
- روشنایی: یکی از عواملی است که تأثیر مثبت بر میزان تعریق دارد. چون در روشنایی روزنه‌ها باز شده و در تاریکی این روزنه‌ها بسته می‌شوند.

## عوامل ساختاری مؤثر در میزان تعرق
- تعداد روزنه: هر چه تعداد روزنه‌های گیاهان بیشتر باشد، میزان تعریق در آن‌ها زیاد می‌شود. همچنین نوع شکل روزنه‌ها در این عمل مؤثر هستند.

## انواع تعرق در گیاهان
۱-تعرق روزنه‌ای
۲-تعرق لنتیسل
۳-تعرق کوتیکولار